# Ливановка
Ливановка (каз. Ливанов) — село в Камыстинском районе Костанайской области Казахстана. Поселок относится к Свердловскому  сельскому округу(Камысты). Находится на северо-западном берегу озера Томарлыкопа в 7 км от болота Аксакалкопа и примерно в 21 км к северо-востоку от районного центра, села Камысты. Код КАТО — 394855100.
Поселения на землях села Ливановка существовали в VII тыс. лет  до нашей эры - энеолите. Поселения были  расположены вокруг озера Тумарлы, это  архиологические памятники Ливановка 1,2, Тумарлыкопа 5.
Ливановка-1 — археологический памятник, стоянка андроновской культуры, бытовавшей на территории Костанайской области в эпоху энеолита (VII тыс. лет до н. э.).
Поселение находилось у шоссе Костанай-Камысты, в месте, где к нему примыкает дорога из села Ливановка. В 1982 году специалистами Тургайской археологической экспедиции было собрано более 50 кремневых предметов, фрагменты керамики. Особенно много костяных орудий и предметов быта, в основном из костей, разного рода проколки. Большой интерес учёных вызвали обнаруженные на ливановской стоянке четыре венечных кости лошадей, «головки» которых украшены замысловатым геометрическим орнаментом.

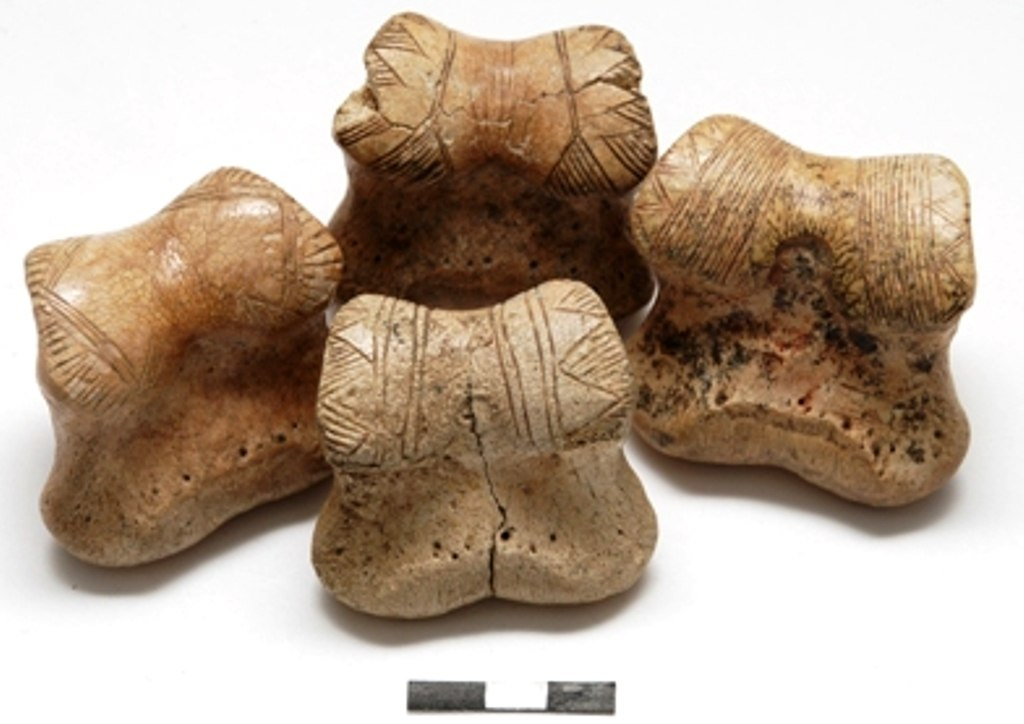

Также находка обнаружена в памятнике Ливановка 2. Это довольно массивное, квадратное в сечении орудие длиной 126 мм, толщиной в центральной части 10 мм по химическому составу идентично орудиям ямной культуры и энеолитических памятников Южного Урала.

## Население
В 1919 году в поселке Ливановском проживало 1394 человека, из них 738 мужчин, 656 женщин; в 1936 году проживало 999 человек, из них 486 мужчин, 513 женщин; в 1989 году проживало 2088 человек, из которых 987 мужчин и 1001 женщина; в 1999 году население села составляло 1342 человека (660 мужчин и 682 женщины). По данным переписи 2009 года, в селе проживало 529 человек (263 мужчины и 266 женщин).

## История
Село образовано в 1903 году  торговцем из Прибалтики-Лявоном,но официально зарегистрировано в 1905 году,так как до этого года, повелением царя Николая II, было запрещено основывать и регистрировать новые поселения в Домбарской киргизкой степи,основано украинскими переселенцами из Полтавской, Херсонской, Каменец-Подольской губерний и казаками станиц Семикаракорской  и Зимниковской Ростовской губернии.